# Неверность (фильм, 1966)
«Неверность» (дат. Utro) — датский фильм 1966 года режиссёра Астрид Хеннинг-Енсен по сценарию писательницы Тове Дитлевсен.
За главную роль в фильме актриса Лоне Херц удостоена главной кинопремии Дании «Бодиль» (1967) в категории «За лучшую женскую роль».

## Сюжет
Литературный критик средних лет Торбен живёт в любовном треугольнике между своей женой Ингрид и молодой девушкой Лене, влюбившейся в него студенткой. Торбен подумывает развестись с женой и начать новую жизнь с Лене, но когда девушка беременеет, он не может справиться с такой ответственностью.

## В ролях
- Лоне Херц — Лене
- Эббе Роде — Торбен
- Анита Бьёрк — Ингрид
- Мари-Луиза Конинк — соседка по комнате Лене
- Михаэль Розенберг — Кнуд
- Саха Хайман — Лили
- Гюрд Лефквист — коллега Торбена
- Бьёрн Пуггард-Мюллер — врач
- Гури Рихтер — мать Лене
- Пауль Мюллер — Альфред
- Туве Маэс — эпизод